# 迪爾菲爾德斯特里特 (新澤西州)
迪爾菲爾德斯特里特（英語：Deerfield Street）是位於美國新澤西州坎伯蘭縣的普查規定居民點。

## 人口
根據2020年美國人口普查的數據，迪爾菲爾德斯特里特的面積為4.55平方千米，皆為陸地。當地共有人口230人，而人口密度為每平方千米50.55人。